# Referendum we Francji w 1852 roku
Referendum we Francji w 1852 roku zostało przeprowadzone w celu poddania pod głosowanie wprowadzenia monarchii pod postacią II Cesarstwa z Napoleonem III jako władcą. Frekwencja wyniosła 80,28%.
O tym referendum, nawiązującym do referendum z 1804 roku, które dało koronę cesarską Napoleonowi I, Karol Marks powiedział, że wielkie historyczne fakty i postacie występują za pierwszym razem jako tragedia, za drugim - jako farsa.
| Za        | Przeciw |
| --------- | ------- |
| 7'824'189 | 96,86%  |
| 253'145   | 3,13%   |